# One Piece, épisode de Chopper : Le Miracle des cerisiers en hiver
One Piece, épisode de Chopper : Le Miracle des cerisiers en hiver est le neuvième long métrage d'animation basé sur la franchise One Piece. Il est sorti dans les salles japonaises le 1er mars 2008 et en France le 22 mai 2013 directement en DVD.

## Synopsis
Il s'agit du second film basé sur le personnage de Chopper. Il met également en scène les personnages de Franky et Nico Robin qui ne sont pas présents dans la version originale.

## Dans la chronologie
Ce film est une réécriture de l'arc Royaume de Drum. Cependant de nombreux éléments sont modifiés. En effet, l'équipage voyage déjà sur le Thousand Sunny alors que durant cet arc, il naviguait encore avec le Vogue Merry. De plus, Robin et Franky font partie de l'équipage alors que normalement Robin ne rejoint l'équipage qu'à la fin de l'arc Alabasta qui se déroule après l'arc Royaume de Drum et Franky n'apparait que bien plus tard. Vivi est totalement absente du film alors qu'elle accompagnait l'équipage durant cette partie de la série. Ce film ne s'intègre donc pas à la chronologie de la série.